# Wereldbeker schaatsen 2008/2009 - Wereldbeker 5
De Wereldbeker schaatsen 2008/09/Wereldbeker 5 werd gehouden op zaterdag 13 december en  zondag 14 december in de M-Wave, Nagano, Japan.

## Wedstrijdschema
Hieronder het geplande tijdschema van de wedstrijd, 
 alle aangegeven tijdstippen zijn Japanse Standaardtijd. Het tijdverschil met Nederland bedraagt zeven uur.
| Datum       | Tijd      | Afstanden                                                                        |
| ----------- | --------- | -------------------------------------------------------------------------------- |
| 13 december | 14:00 JST | 500 m vrouwen 500 m mannen 1000 m vrouwen 1000 m mannen                          |
| 14 december | 14:00 JST | 500 m vrouwen 500 m mannen 1000 m vrouwen 1000 m mannen 100 vrouwen 100 m mannen |

## Nederlandse deelnemers
| Afstand | Geslacht | Deelnemers, A- of B-groep | Deelnemers, A- of B-groep | Deelnemers, A- of B-groep | Deelnemers, A- of B-groep | Deelnemers, A- of B-groep | Deelnemers, A- of B-groep | Deelnemers, A- of B-groep | Deelnemers, A- of B-groep | Deelnemers, A- of B-groep | Deelnemers, A- of B-groep |
| ------- | -------- | ------------------------- | ------------------------- | ------------------------- | ------------------------- | ------------------------- | ------------------------- | ------------------------- | ------------------------- | ------------------------- | ------------------------- |
| 500m    | Mannen   | Smeekens                  | A                         |                           |                           |                           |                           |                           |                           |                           |                           |
| 500m    | Vrouwen  | Boer                      | A                         | Timmer                    | A                         | Oenema                    | B                         |                           |                           |                           |                           |
|         |          |                           |                           |                           |                           |                           |                           |                           |                           |                           |                           |
| 1000m   | Mannen   | de Vries                  | A                         | Olde Heuvel               | A                         |                           |                           |                           |                           |                           |                           |
| 1000m   | Vrouwen  | Boer                      | A                         | Timmer                    | A                         | Delfgou                   | B                         |                           |                           |                           |                           |

## Podia

### Mannen
| Afstand:                  | Goud:                        | Tijd    | Zilver:                  | Tijd    | Brons:                   | Tijd    |
| 100 m details             | Yuya Oikawa Japan            | 9,60    | Yu Fengtong China        | 9,79    | Lee Kang-seok Zuid-Korea | 9,85    |
| 500 m (zaterdag) details  | Keiichiro Nagashima Japan    | 34,81   | Yu Fengtong China        | 34,91   | Joji Kato Japan          | 35,066  |
| 500 m (zondag) details    | Lee Kyou-hyuk Zuid-Korea     | 34,92   | Yu Fengtong China        | 34,95   | Joji Kato Japan          | 34,96   |
| 1000 m (zaterdag) details | Shani Davis Verenigde Staten | 1.09,21 | Denny Morrison Canada    | 1.09,40 | Lee Kyou-hyuk Zuid-Korea | 1.09,43 |
| 1000 m (zondag) details   | Shani Davis Verenigde Staten | 1.08,92 | Lee Kyou-hyuk Zuid-Korea | 1.09,16 | Denny Morrison Canada    | 1.09,23 |

### Vrouwen
| Afstand:                  | Goud:                               | Tijd    | Zilver:                  | Tijd    | Brons:                 | Tijd    |
| 100 m details             | Jenny Wolf Duitsland                | 10,40   | Xing Aihua China         | 10,42   | Sayuri Osuga Japan     | 10,81   |
| 500 m (zaterdag) details  | Jenny Wolf Duitsland                | 37,71   | Lee Sang-hwa Zuid-Korea  | 38,39   | Sayuri Yoshii Japan    | 38,66   |
| 500 m (zondag) details    | Yu Jing China                       | 38,63   | Lee Sang-hwa Zuid-Korea  | 38,72   | Xing Aihua China       | 38,78   |
| 1000 m (zaterdag) details | Jennifer Rodriguez Verenigde Staten | 1.16,34 | Christine Nesbitt Canada | 1.16,39 | Kristina Groves Canada | 1.16,65 |
| 1000 m (zondag) details   | Christine Nesbitt Canada            | 1.16,38 | Yu Jing China            | 1.17,37 | Jin Peiyu China        | 1.17,60 |